# Гленія
Гленія (лат. Glehnia)  — рід рослин родини парасолькові, зонтичні, або селерові (Apiaceae). Єдиний вид  — Гленія прибережна (лат. Glehnia littoralis).

## Назва
Рід названий на честь Петра Петровича Глена (1835-1876), дослідника Амура та Сахаліна, флориста, який працював у Петербурзькому ботанічному саду .
Синонім латинської назви роду  — Phellopterus Benth.  .
Синоніми наукової назви виду  :
- Cymopterus glaber (A.Gray) Black
- Cymopterus littoralis J.G.Cooper & A.Gray
- Phellopterus littoralis (A.Gray) F.Schmidt
- Phellopterus littoralis (F.Schmidt ex Miq.) Benth.

## Поширення та екологія
У природі ареал виду охоплює Далекий Схід Росії, Китай, Корейський півострів, Тайвань, Японію та західне узбережжя Північної Америки  .
Виростає на приморських пісках.

## Ботанічний опис
Корінь довгий, досить товстий, м'ясистий, товщиною 0,5-1,5 см. Стебла товсті, висотою 10-40 см, прості або трохи гіллясті, густо і кучеряво, майже повстяні, опушені, з одним-трьома листами або іноді безлисті .
Прикореневе листя в числі кількох, двічі перисто-розсічені, нерідко з більш сильно розвиненими нижніми первинними частками і іноді здаються трійчастими, на довгих, при основі розширених у піхву, рівних платівці, повстяно опушених черешках ; літові пластигки в загальному контурі широко-трикутно-яйцеподібна, довжиною 5-12 см, в нижній частині такої ж ширини; первинні частки перисто-роздільні з однією-двома парами часток другого порядку, забезпечених одним великим зубцем у нижній частині, сегменти останнього порядку — яйцеподібні, нагорі тупі, по краях з трикутними хрящуватими зубцями (городчасто-пилясті). Стеблове листя з розширеною в піхву основою, іноді редуковані до піхви.
Парасольки в числі 1-5, зібрані на кінці стебла і гілок, у поперечнику 4-10 см, з 10-16 нерівними, повстяно-опушеними променями. Обгортка багатолиста, з 9-13 лінійно-ланцетоподібних, густо-опушених листочків, рівних або перевищують по довжині квітконіжки . Пильовики темно-фіолетові.
Плід широко-яйцеподібний, довжиною 6 мм, шириною 4 мм, з крилатими ребрами, опушений членистими м'якими волосками.
Цвітіння у червні - липні. Плодоношення у серпні.